# 法蒂克省

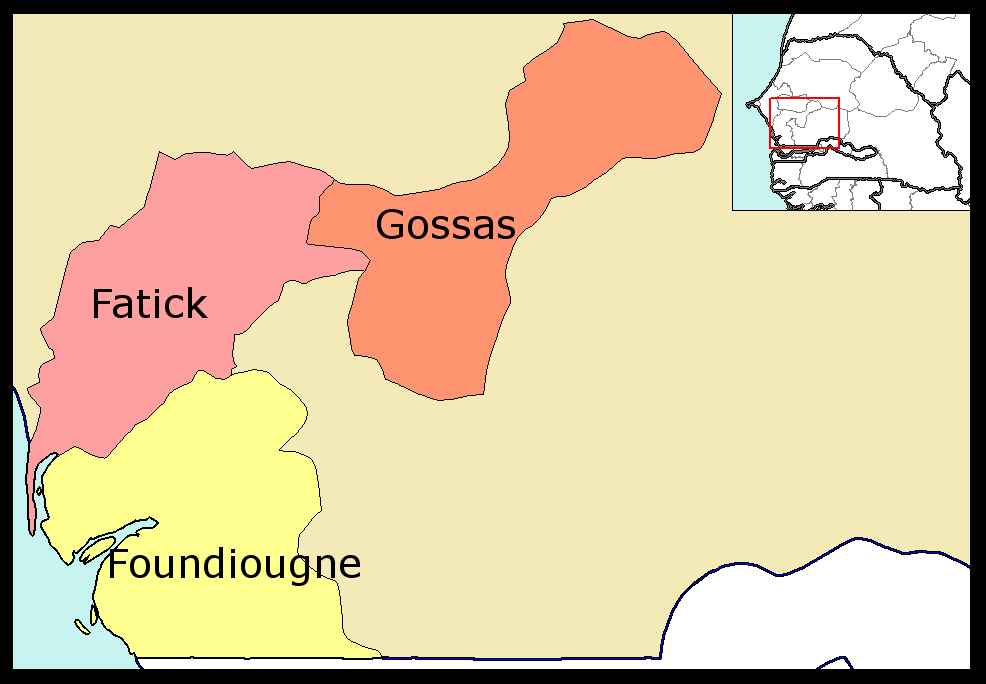

14°21′29″N 16°35′09″W / 14.35806°N 16.58583°W
法蒂克省（法語：Département de Fatick），是塞內加爾的省份，位於該國西部，由法蒂克區負責管轄，首府設於法蒂克，南面是芳久涅省，面積2,646平方公里，2013年人口339,238，人口密度每平方公里130人。